# Francisco Umbral
Francisco Umbral, all'anagrafe: Francisco Pérez Martinez (Madrid, 11 maggio 1932 – Madrid, 28 agosto 2007), è stato uno scrittore e giornalista spagnolo.
Nel 2000 è stato insignito del Premio Miguel de Cervantes, e nel 1996 del Premio Principe delle Asturie per la Letteratura.
Autore assai prolifico, ha pubblicato numerosi testi di narrativa in cui prevalgono i temi dell'adolescenza e dell'infanzia, e si è inoltre dedicato assiduamente al genere memorialistico. È stato autore di importanti opere di saggistica, dedicate prevalentemente a grandi nomi della tradizione letteraria spagnola, da Mariano José de Larra a Ramón María del Valle-Inclán, da Ramón Gómez de la Serna a Federico García Lorca.
In Italia lo studio più recente sulla sua opera è quello di Marco Ottaiano, intitolato El tiempo parado. Palinsesti narrativi e strategie linguistiche in Francisco Umbral (1965-1975), Edizioni Ets, Pisa, 2019